# Leichtathletik-Weltmeisterschaften 2013/Teilnehmer (Bosnien und Herzegowina)
| Gelbes Symbol für Goldmedaillen mit stilisierten Olympischen Ringen | Graues Symbol für Silbermedaillen mit stilisierten Olympischen Ringen | Braundes Symbol für Bronzemedaillen mit stilisierten Olympischen Ringen |
| ------------------------------------------------------------------- | --------------------------------------------------------------------- | ----------------------------------------------------------------------- |
| —                                                                   | —                                                                     | —                                                                       |

Der Leichtathletik-Verband von Bosnien und Herzegowina stellte bei den Leichtathletik-Weltmeisterschaften 2013 in der russischen Hauptstadt Moskau zwei Teilnehmer.

## Ergebnisse

### Männer

#### Sprung/Wurf
| Hamza Alić  | Kugelstoßen | 19,18 m | 19 | nicht qualifiziert | nicht qualifiziert |
| Kemal Mešić | Kugelstoßen | 18,98 m | 22 | nicht qualifiziert | nicht qualifiziert |